# Conocarpus
Conocarpus  es un género  de plantas con flores en la familia de las  Combretaceae.  Comprende 20 especies descritas y de estas, solo 2 aceptadas.

## Distribución y hábitat
Es nativo de las regiones tropicales del mundo. Una de las especies es una especie de mangle, y otra restringida a una pequeña área alrededor de la zona sur de las costas  del Mar Rojo, donde crece junto a los ríos estacionales. 

## Descripción
Son arbustos o árboles, que alcanzan un tamaño de hasta 10 m de alto, sin neumatóforos pero a veces con raíces zancudas; plantas tal vez funcionalmente dioicas pero con variación en el grado de desarrollo morfológico de los órganos femeninos y masculinos. Hojas alternas, angostamente elípticas o a veces elípticas, 3–12 cm de largo y 1–3.5 cm de ancho incluyendo el pecíolo, ápice y base gradualmente ahusados, con 2 glándulas sésiles en el pecíolo o en la lámina decurrente, glabras o a veces densamente argénteo-seríceas, con conspicuas fóveas (domacios) en las axilas de la mayoría de los nervios laterales del envés. Inflorescencia un racimo axilar o terminal o una panícula de capítulos más o menos globosos de 3–5 mm de diámetro; flores amarillo-verdoso pálidas a blanquecinas, con cierta fragancia; hipanto inferior densamente aplicado-pubescente, hipanto superior cupuliforme, escasamente pubescente, con 5 sépalos; pétalos ausentes; estambres (5–) 10, exertos hasta 2 mm en las flores masculinas, de otro modo variadamente más cortos o abortados. Frutos secos, densamente amontonados en capítulos globosos a elipsoides, 5–15 mm de largo y 7–13 mm de ancho, aplanados y más o menos 2-alados, encorvados, coronados por el hipanto superior por lo menos hasta cuando maduros.

## Taxonomía
El género fue descrito por Carlos Linneo y publicado en Species Plantarum 1: 176. 1753. La especie tipo es: Conocarpus erectus L.

## Especies aceptadas
A continuación se brinda un listado de las especies del género Conocarpus aceptadas hasta noviembre de 2013, ordenadas alfabéticamente. Para cada una se indica el nombre binomial seguido del autor, abreviado según las convenciones y usos.
- Conocarpus erectus L.
- Conocarpus lancifolius Engl.